# 牛武镇
牛武镇，是中华人民共和国陕西省延安市富县下辖的一个乡镇级行政单位。

## 行政区划
牛武镇下辖以下地区：
牛武社区、牛武村、阳畔村、管头村、安子头村、曲家湾村、南家岔村、清泉沟村、寺庄村、八条硷村、刘家塬村、张家塬村、郝家塬村、清泉寺村、埝沟村、申家沟村和左家湾村。